# Velanne
Velanne est une commune rurale de montagne française, située dans le département de l'Isère en région Auvergne-Rhône-Alpes, en France.
Située historiquement dans l'ancienne province du Dauphiné et rattachée à communauté d'agglomération du Pays voironnais, ses habitants sont les Velannois.

## Géographie

### Situation et description
La commune se situe à vol d'oiseau à 25 kilomètres au sud-ouest de Chambéry, à 35 kilomètres au nord de Grenoble et à 65 kilomètres au sud-est de Lyon.
Le village appartient au Pays Voironnais, situé dans les Terres froides au-dessus de la vallée de l'Ainan, dans un paysage vallonné et aux portes de la Chartreuse. Velanne est un petit village de campagne dont l'élevage et l'agriculture occupent encore la majeure partie de la superficie.
D'un point de vue altimétrique, le village ne possède pas une grande amplitude, le point le plus haut sur la commune se situe à 641 mètres et le plus bas à 509 mètres. Les principaux reliefs de ce village sont le mont Charvet (541 mètres), le mont Saint-Martin (pointant à 582 mètres, à cheval sur la commune de Saint-Martin-de-Vaulserre) et le mont Velanne culminant   à 647 mètres au-dessus du domaine de Cotagon sur la commune de Saint-Geoire-en-Valdaine.

### Climat
Pour des articles plus généraux, voir Climat d'Auvergne-Rhône-Alpes et Climat de l'Isère.
En 2010, le climat de la commune est de type climat des marges montargnardes, selon une étude du Centre national de la recherche scientifique s'appuyant sur une série de données couvrant la période 1971-2000. En 2020, Météo-France publie une typologie des climats de la France métropolitaine dans laquelle la commune est exposée à un climat de montagne ou de marges de montagne et est dans la région climatique Alpes du nord, caractérisée par une pluviométrie annuelle de 1 200 à 1 500 mm, irrégulièrement répartie en été.
Pour la période 1971-2000, la température annuelle moyenne est de 10,3 °C, avec une amplitude thermique annuelle de 18,1 °C. Le cumul annuel moyen de précipitations est de 1 386 mm, avec 10,4 jours de précipitations en janvier et 7,6 jours en juillet. Pour la période 1991-2020, la température moyenne annuelle observée sur la station météorologique de Météo-France la plus proche, « Pont-de-Beauvoisin », sur la commune du Pont-de-Beauvoisin à 5 km à vol d'oiseau, est de 11,8 °C et le cumul annuel moyen de précipitations est de 1 166,3 mm,. Pour l'avenir, les paramètres climatiques de la commune estimés pour 2050 selon différents scénarios d'émission de gaz à effet de serre sont consultables sur un site dédié publié par Météo-France en novembre 2022.

### Hydrographie
Les deux principaux ruisseaux qui traversent le village sont :
- le Bassarot
- le Malafossant, petit torrent présentant un intérêt écologique, il est classé tout le long de son parcours entre Velanne et Saint-Jean-d'Avelanne en ZNIEFF (Zone naturelle d'intérêt écologique, faunistique et floristique)[9].

Le territoire communal compte également quelques petits marais et un certain nombre de puits répandus sur toute sa superficie.

### Voies de communication
Le territoire communal, situé hors des grands axes de circulation est principalement desservi par deux routes départementales les RD28c et RD28d qui orientent les usagers vers Saint-Geoire-en-Valdaine, Pont-de-Beauvoisin et les Abrets.
L'autoroute la plus proche est l'A43 qui relie Lyon à Chambéry passe à proximité des deux communes du Pont-de-Beauvoisin. Une bretelle autoroutière permet de rejoindre Velanne après avoir traversé l'agglomération de Pont.
- 11 à 62 km : Le Pont-de-Beauvoisin.

### Transports

#### Transports routiers
- TAD sur la ligne E du réseau Pays voironnais Mobilité.

#### Transports ferroviaires
Velanne n'abritant pas de gare SNCF, les habitants désirant utiliser le réseau ferré des transports express régionaux (TER) doivent se rendre dans les gares suivantes :

 Les distances énoncées correspondent aux kilomètres séparant la mairie de Velanne aux gares des villes suivantes. 
- Sur la ligne no 37 des TER Auvergne-Rhône-Alpes : (Chambery - Saint-André-le-Gaz - Lyon)

- Pont-de-Beauvoisin (Isère) (à 6 km) 

- Les Abrets (à 10 km)

- Saint-André-le-Gaz (à 16 km)
- Sur la ligne no 40 des TER Auvergne-Rhône-Alpes (Grenoble - Bourgoin-Jallieu - Lyon) :

- Saint-André-le-Gaz (à 16 km)

- La Tour-du-Pin (à 23 km)

- Voiron (à 25 km)

## Urbanisme

### Typologie
Au 1er janvier 2024, Velanne est catégorisée commune rurale à habitat dispersé, selon la nouvelle grille communale de densité à sept niveaux définie par l'Insee en 2022.
Elle est située hors unité urbaine et hors attraction des villes,.

### Occupation des sols
L'occupation des sols de la commune, telle qu'elle ressort de la base de données européenne d’occupation biophysique des sols Corine Land Cover (CLC), est marquée par l'importance des territoires agricoles (68,9 % en 2018), en diminution par rapport à 1990 (73,6 %). La répartition détaillée en 2018 est la suivante : 
zones agricoles hétérogènes (50,8 %), forêts (26,4 %), terres arables (17,2 %), zones urbanisées (4,7 %), prairies (1 %). L'évolution de l’occupation des sols de la commune et de ses infrastructures peut être observée sur les différentes représentations cartographiques du territoire : la carte de Cassini (XVIIIe siècle), la carte d'état-major (1820-1866) et les cartes ou photos aériennes de l'IGN pour la période actuelle (1950 à aujourd'hui).

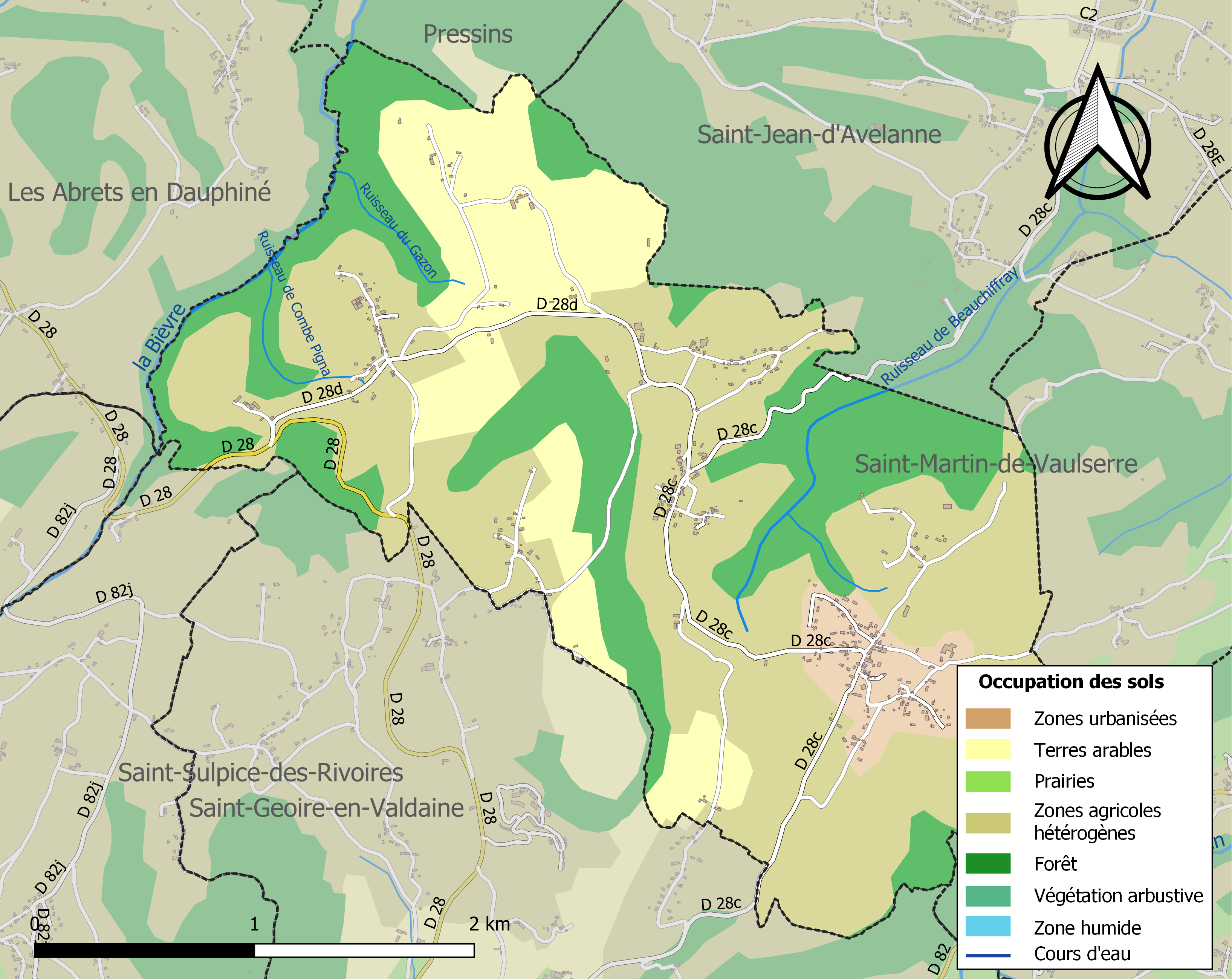
Carte des infrastructures et de l'occupation des sols de la commune en 2018 (CLC).

### Lieux-dits et écarts
- les Bruyères : situé sur la pointe nord de la commune et dominant la Combe Noire, ce lieu-dit jouxte les communes de Saint-Jean-d'Avelanne et de Pressins. La limite avec cette dernière se fait par le ruisseau de la Côte Rondet, ce dernier se jetant dans le ruisseau de la Corbière.
- le Buisson : situé sur le Mont Velanne, le buisson se situe à une altitude de 608 mètres. C'est sur le chemin allant du Grand Velanne au Buisson que se trouvent les ruines de la tour O'Mahony. Cette dernière se trouve sur la gauche de la route en montant vers le hameau, à une altitude de 639 m, dominant ainsi le bourg d'une centaine de mètres.
- le Grand Velanne : à proximité immédiate du Bourg, le grand Velanne se trouve à la droite de la RD 28D (en allant en direction des Abrets) juste à la sortie du village. Ce lieu-dit voit sur son territoire la naissance de la combe de Pierre Cherd et de la combe de Virifosse qui se prolongent plus bas sur le village de Saint-Jean-d'Avelanne.
- le Mollard
- le Mont de Velanne
- les Planchettes : situé sur le chemin reliant La Sauge au village de Saint-Martin-de-Vaulserre, le hameau est bordé à l'est par le ruisseau des Communaux, lequel se jette ensuite dans le ruisseau de Bassarot, pour former ensuite le ruisseau du Malafossant. Ce dernier est classé en ZNIEFF tout le long de son trajet.
- la Ramelière : situé au nord-est de la commune, cette partie du village est séparée de la commune de la Batie-Divisin par le ruisseau des Rajans, lui aussi classé en ZNIEFF.
- la Sauge
- les Communaux

### Risques naturels et technologiques majeurs

#### Risques sismiques
La totalité du territoire de la commune de Velanne est située en zone de sismicité no 4, à proximité de la zone no 3, située plus à l'ouest.
| Type de zone | Niveau            | Définitions (bâtiment à risque normal) |
| ------------ | ----------------- | -------------------------------------- |
| Zone 4       | Sismicité moyenne | accélération = 1,6 m/s2                |

## Toponymie

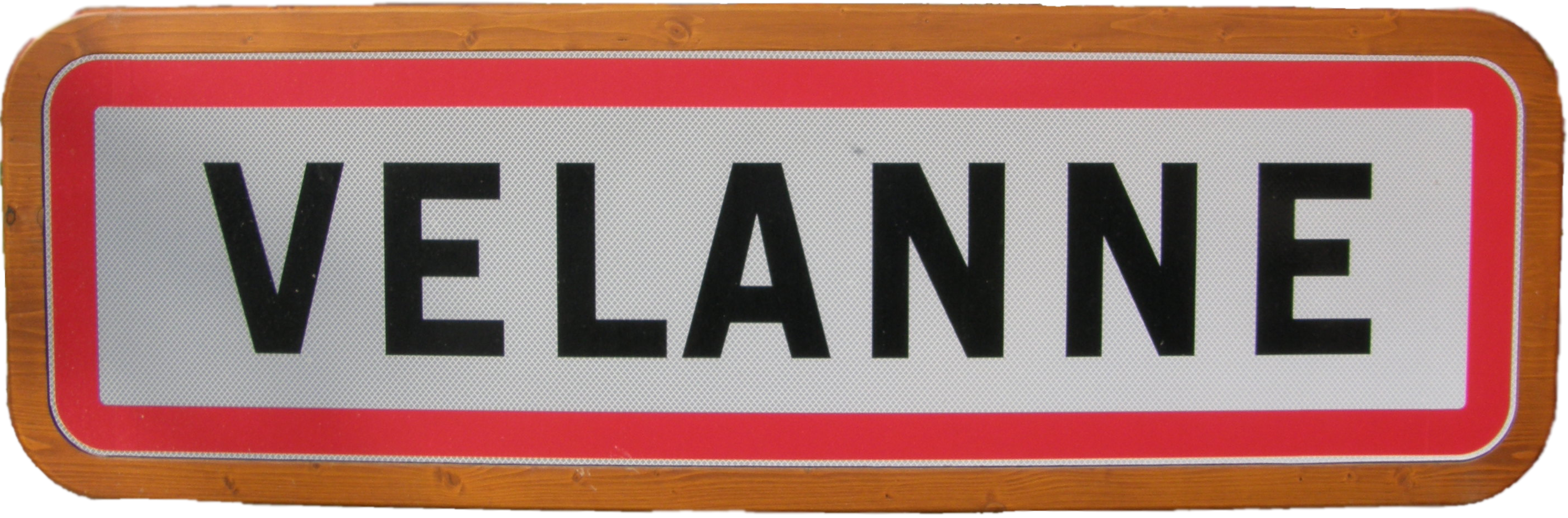
Panneau d'entrée du village de Velanne.

Le nom de la localité est attesté sous la forme Villana au XIIe siècle, Villana au XIVe siècle.
L'explication par le latin abellana signifiant « aveline, grosse noisette, noisetier » est douteuse. Le mot aveline était effectivement avellane, avelaine en ancien français, mais la forme ancienne du toponyme, c'est-à-dire Villana s'oppose à cette explication. Il faudrait en outre préalablement supposer une aphérèse du a initial de l'étymon latin, ce qui est indémontrable.
Il s'agit d'un gallo-roman VILLANA « ferme, tenure de paysan », terme dérivé du gallo-roman VILLA « domaine rural » (mot issu du latin classique villa rustica),. Cette formation toponymique est très répandue en France et explique notamment les Velaine, Velenne et les Villaines, caractéristiques du domaine d'oïl.
223 noms de lieux ont été recensés sur la commune.

## Histoire

### Préhistoire et Antiquité
Les plus anciennes traces d'activités humaines datent des Romains, ceux-ci auraient érigé un camp[réf. nécessaire], sur l'actuel lieu-dit les Bruyères (lieu-dit à cheval sur la commune de Pressins), sur ces lieux se succédèrent une commanderie des templiers et une abbaye de Bénédictines, il ne reste de ce passé qu'un pan de mur et des souterrains encore à prospecter dont les entrées furent découvertes vers 1972.

### Époque contemporaine
L'année 1877 signe la fin de la construction de l'église de Velanne, celle-ci fut bénie en 1845. Trois ans plus tard (soit en 1848) l'abbé du village créa l'école de filles et en 1850 l'école de garçons.
Ce n'est que le 16 avril 1884 que naquit la commune de Velanne, par détachement de la commune de Saint-Geoire-en-Valdaine.
En 1890, la commune s'agrandit de près de 5 hectares à la suite de la demande de MM. Blain et Berthet (deux habitants de Saint-Jean-d'Avelanne) qui demandèrent à être rattachés avec leurs terrains à Velanne. Cette même année voici comment était décrit la commune dans le dictionnaire géographique et administratif de la France et de ses colonies : 
« Velanne, ou Saint-Étienne-de-Velanne, Isère, commune de 555 habitants (765 hectares), composée de trois parties : Grand-Velanne au nord, Petit-Velanne au sud et Saint-Étienne au milieu, à 490-563 mètres, à l’origine d’un petit affluent droit et à 4 kilomètres du Guiers. Canton et poste de Saint-Geoire-en-Valdaine (5 kilomètres), arrondissement de la Tour-du-Pin (20 kilomètres). 49 - 34 kilomètres au nord de Grenoble, deux écoles publiques. »
— Dictionnaire géographique et administratif de la France et de ses colonies. 7, Se-Z / par Paul Joanne
Le nom de Saint-Étienne-de-Velanne est de nos jours tombé en désuétude, toutefois la fête patronale du village est toujours le 26 décembre, jour ou est fêter saint Étienne, premier martyr de la chrétienté.
Au lieu-dit du Mont de Velanne se trouve la tour O'Mahony, de nos jours il ne reste de cette tour que des vestiges au milieu des bois. Il s'agissait là d'un pavillon de chasse construit au XIXe siècle qui servit à abriter un petit détachement de soldats pendant la Première Guerre mondiale.

### Administration municipale

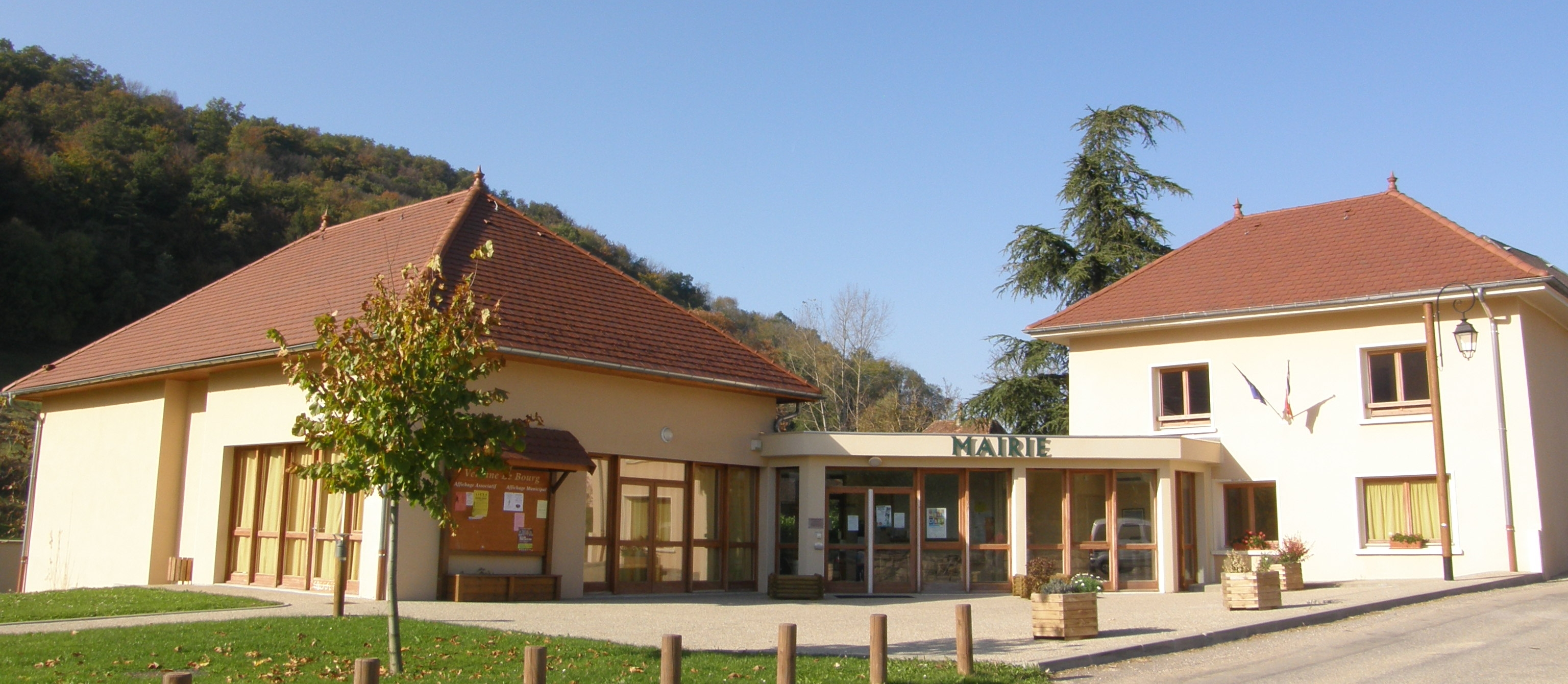
Mairie de Velanne.

## Politique et administration

### Liste de maires
| Période                                  | Période  | Identité            | Étiquette | Qualité    |
| ---------------------------------------- | -------- | ------------------- | --------- | ---------- |
| avant 1988                               | ?        | Marcel Chollat-Namy |           |            |
| 2001                                     | En cours | Denis Mollière      | DVG       | Professeur |
| Les données manquantes sont à compléter. |          |                     |           |            |

## Population et société

### Démographie
L'évolution du nombre d'habitants est connue à travers les recensements de la population effectués dans la commune depuis 1886. Pour les communes de moins de 10 000 habitants, une enquête de recensement portant sur toute la population est réalisée tous les cinq ans, les populations de référence des années intermédiaires étant quant à elles estimées par interpolation ou extrapolation. Pour la commune, le premier recensement exhaustif entrant dans le cadre du nouveau dispositif a été réalisé en 2008.

En 2022, la commune comptait 568 habitants, en évolution de +7,17 % par rapport à 2016 (Isère : +3,07 %, France hors Mayotte : +2,11 %).
| 1886 | 1891 | 1896 | 1901 | 1906 | 1911 | 1921 | 1926 | 1931 |
| ---- | ---- | ---- | ---- | ---- | ---- | ---- | ---- | ---- |
| 606  | 617  | 544  | 533  | 491  | 446  | 396  | 364  | 356  |

| 1936 | 1946 | 1954 | 1962 | 1968 | 1975 | 1982 | 1990 | 1999 |
| ---- | ---- | ---- | ---- | ---- | ---- | ---- | ---- | ---- |
| 336  | 349  | 327  | 314  | 270  | 244  | 287  | 383  | 414  |

| 2006 | 2008 | 2013 | 2018 | 2022 | - | - | - | - |
| ---- | ---- | ---- | ---- | ---- | - | - | - | - |
| 463  | 477  | 511  | 543  | 568  | - | - | - | - |

De sa création jusqu'à 1980, Velanne connu un exode rural important (la population était de 617 habitants en 1891), c'est donc à partir des années 1980 qu'une légère augmentation de la population s'amorça.

### Enseignement

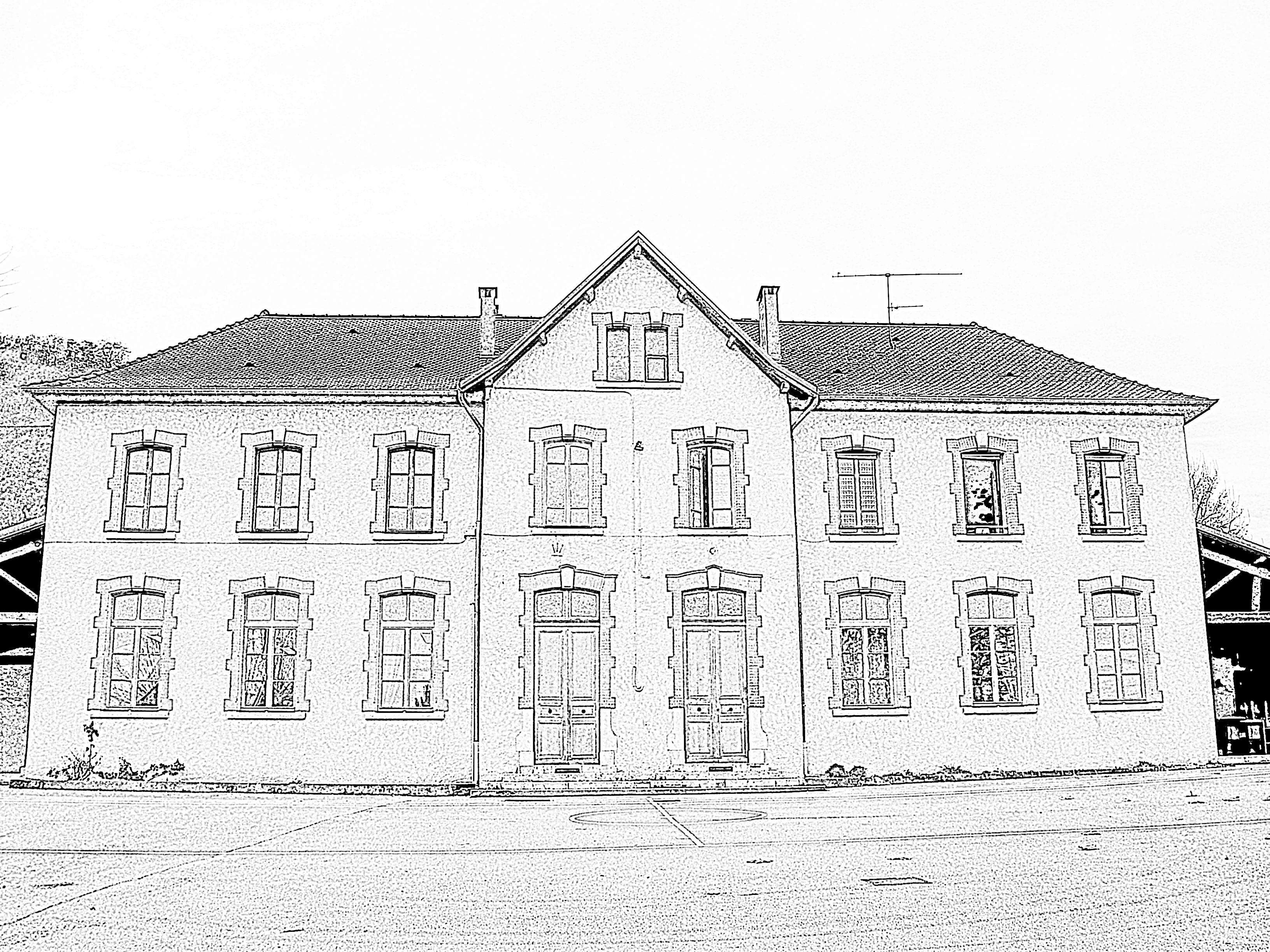
L'école de Velanne.

Située dans l'académie de Grenoble, Velanne possède une école primaire publique comprenant deux instituteurs qui gèrent deux classes d’une quarantaine d’élèves (41 pour l’année 2024-2025). L’école de Velanne dépend du collège de secteur « Le Guillon » se situant à une dizaine de kilomètres à Pont-de-Beauvoisin.

### Équipement et clubs sportifs
On trouve à Velanne un club de football, le F.C. Velanne, les couleurs de l'équipe sont le vert et blanc. Le F.C.V. joue sur le terrain de football de la commune, le club bénéficie gratuitement des vestiaires de la salle des fêtes communale qui jouxte le terrain lors de ses matchs à domicile.

### Autres équipements
Depuis fin janvier 2008, Velanne abrite l’institut français de zoothérapie fondé et présidé par François Beiger.

Les missions de cet établissement sont de former des professionnels du social, de la santé et de l’enseignement à cette pratique, et de développer des méthodes en médiation animale afin d’aider les personnes en difficultés physique et/ou psychique et/ou sociale ; c’est-à-dire les personnes handicapées (physiquement ou mentalement), les enfants hospitalisés, ou  encore à des personnes âgées, en réinsertion sociale, en institut pénitentiaire…

### Médias
Historiquement, le quotidien à grand tirage Le Dauphiné libéré consacre, chaque jour, y compris le dimanche, dans son édition du Voironnais à la Chartreuse, un ou plusieurs articles à l'actualité du canto, quelquefois de la commune village et de ses environs, ainsi que des informations sur les éventuelles manifestations locales, les travaux routiers, et autres événements divers à caractère local.
La commune est située sur l'aire de diffusion de radio Ici Isère, une radio publique qui émet sur tout le territoire du département de l'Isère.

### Cultes
La communauté catholique et l'église de Velanne (propriété de la commune) dépendent de la paroisse Saint-Jacques de la Marche qui comprend vingt autres églises du secteur. Cette paroisse est rattachée au diocèse de Grenoble-Vienne.

## Économie
La population active de la commune était en 1999 de 205 personnes, dont 21 chômeurs (soit un taux de chômage de 10,2 %). Les artisans, commerçants, chefs d'entreprise représentent 7,5 %, de la population active de la ville ; les agriculteurs 9,5 %, les cadres et professions intellectuelles 7,5 % ; les professions intermédiaires 27,1 % ; les employés 29,1 % et les ouvriers 19,3 %.

## Culture et patrimoine

### Patrimoine rural

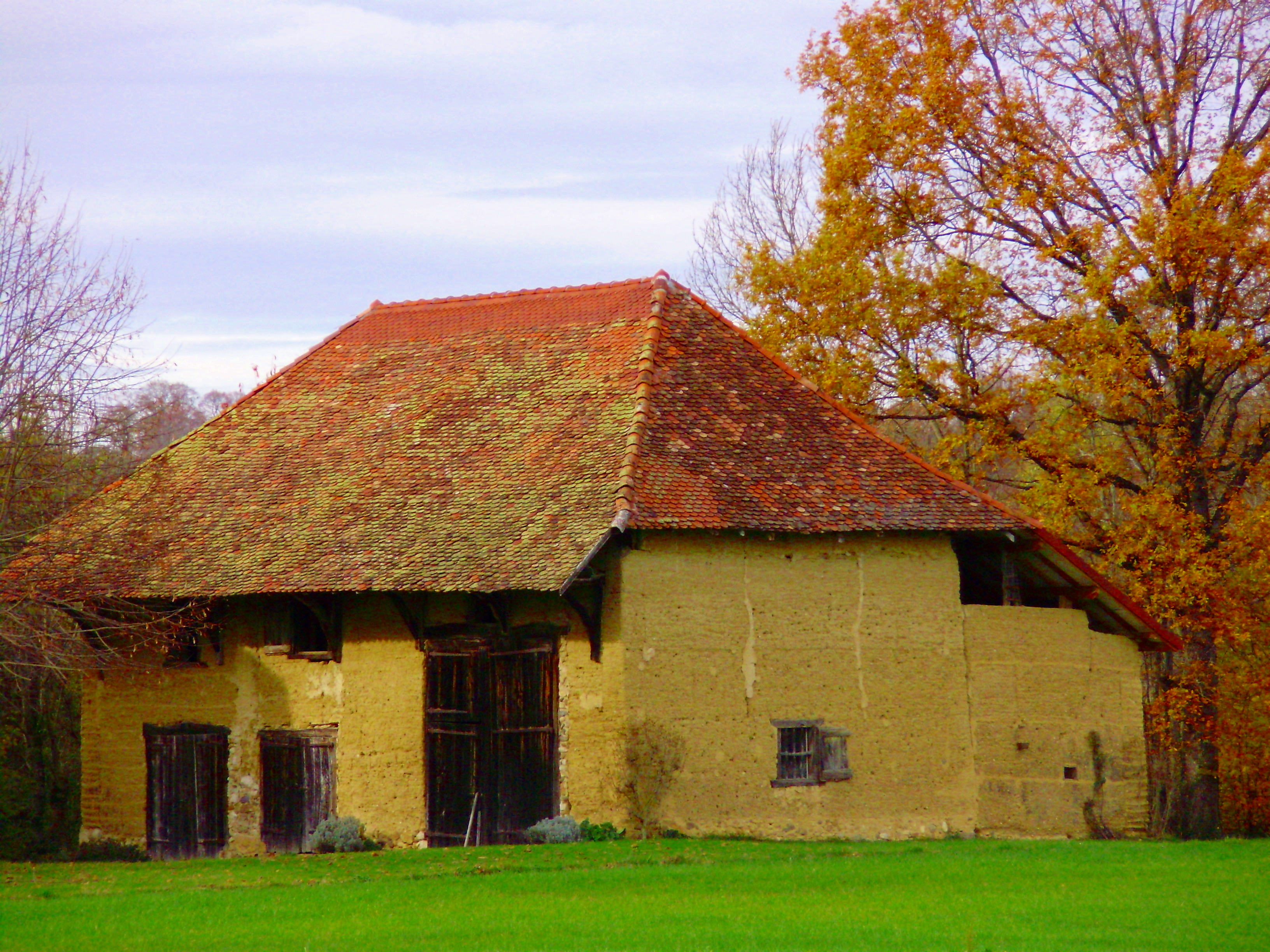
Grange en pisé aux Planchettes.

Les maisons en pisé sont encore nombreuses dans le village, celles-ci furent construites notamment au cours du XVIIIe siècle. L'utilisation de ce matériau dans une grande partie du nord-ouest de l'Isère, vient du fait que cette zone du département est pauvre en roche, les habitants de l'époque durent faire avec les matières premières qu'ils avaient à proximité. Ces constructions jugées comme "des cabanes de boue laides" par Arthur Young lors de son passage dans les terres froides en 1789, possèdent toutefois de bonnes qualités isolantes.

### Patrimoine naturel
Deux zones naturelles :
1. Les boisements humides du Malafossant font partie d'une Zone naturelle d'intérêt écologique, faunistique et floristique de type 1 (ZNIEFF no 38000121) couvrant une zone de 64,11 hectares ce territoire s'étend sur les communes de Velanne, Saint-Martin-de-Vaulserre et Saint-Jean-d'Avelanne. Bordé tout le long de son cours par un bois ombragé et frais, le ruisseau du Malafossant et ses environs, sont une zone accueillant des espèces végétales et animales recherchant l'ombrage des sous-bois et leurs fraîcheurs. Ainsi il est possible d'y trouver trois plantes de la famille des saxifrages dont une espèce protégée et très rare du fait qu'elle se reproduit très difficilement et est très sensible au moindre bouleversement de son environnement, la saxifrage variable (Saxifraga mutata) qui est une plante vert jaunâtre avec des fleurs jaune orangé. Les deux autres espèces plus courantes sont la dorine à feuilles alternes (Chrysosplenium alternifolium) et celle à feuilles opposées (Chrysosplenium oppositifolium). De nombreuses autres espèces occupent également cet espace comme la germandrée d'eau (Teucrium scordium), le millepertuis androsème, le Phégoptéris vulgaire, et deux types de fougères la polystic à aiguillons et la polystic à soies[9].
2. Une deuxième ZNIEFF de type 1 s'étend sur le territoire de la commune de Velanne; cette zone des forêts riveraines des ruisseaux des Rajans, du Caron et de la Combe Pigna s'étale sur les villages de Velanne, Pressins et La Batie-Divisin sur plus de 74 hectares. Cette zone comprend grosso modo les mêmes espèces végétales, les seules différences étant le fait qu'il n'y a pas de trace de la saxifrage variable, mais il fut dénombré un certain nombre de prêles[35].

### Patrimoine religieux
L'église Saint-Étienne de Velanne est un monument du XIXe siècle à clocher massif, cette dernière est rattachée à la paroisse de Saint Jacques de la Marche dont la maison paroissiale se situe à Pont-de-Beauvoisin, celle-ci faisant partie du diocèse de Grenoble - Vienne. Construite sur l'emplacement d'un vieux château, elle aurait été, ainsi que le presbytère, érigée par tous les habitants de Velanne ; et c'est le 16 octobre 1845 qu'elle fut bénie. Les travaux s'achevèrent en 1877 et les derniers vitraux furent posés en 1908.

### Patrimoine et tradition orales

#### Langue régionale

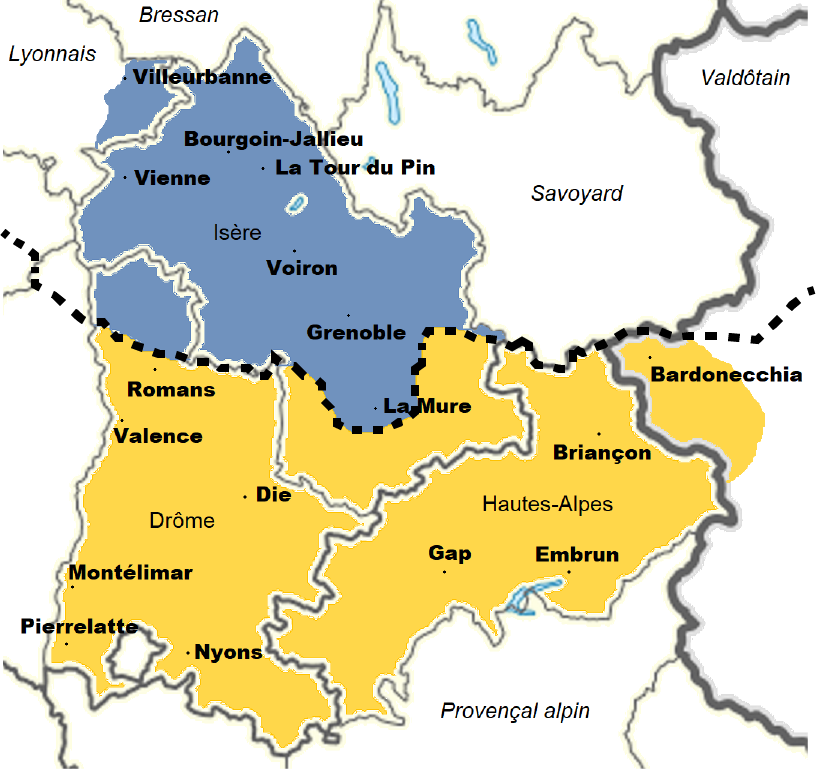
Carte linguistique du Dauphiné : Le dauphinois est un dialecte arpitan parlé dans le nord du Dauphiné

Historiquement, sur le plan linguistique, le territoire de Velanne, ainsi que l'ensemble du Nord-Isère, se positionne au nord-ouest de l'agglomération grenobloise et au sud-ouest de l'agglomération lyonnaise. Son secteur se situe donc dans la partie centrale du domaine linguistique des patois dauphinois, laquelle appartient au domaine de la langues dite francoprovençal ou arpitan au même titre que les parlers savoyards, vaudois, Valdôtains, bressans et foréziens.
L'idée du terme, « francoprovençal », attribué à cette langue régionale parlée dans la partie centre-est de la France, différente du français, dit langue d'oil et de l'occitan, dit langue d'oc est l'œuvre du linguiste et patriote italien Graziadio Isaia Ascoli en 1873 qui en a identifié les caractéristiques, notamment dans le Grésivaudan, les pays alpins et la vallée de l'Isère, depuis sa source jusqu'à sa confluence avec le Rhône.

#### Contes et légendes locales
Beaucoup d'histoires et de récits fantastiques contribuent à nourrir ce patrimoine transmis le plus souvent oralement. Ainsi plusieurs légendes locales furent répertoriées à Velanne par Charles Joisten pour sa collecte de fonds afin de faire une étude qu'il voulait publier sous le tire « Le monde fantastique dans le folklore des Alpes françaises, Savoie et Dauphiné ». Ainsi, les alentours du hameau de la Ramelière abriteraient un « Trou des fées », mentionné aussi par Monseigneur Devaux sous le nom « Trou de fayes » dans son Dictionnaire des patois des terres froides publié en 1935.
De nombreux autres récits font part d'esprits domestiques représentant le diable et apparaissant à divers moments, de nuit comme de jour, à l'intérieur ou à l'extérieur des maisons velannoises et prenant le plus souvent la forme d'un animal, chat noir, jeune poulain, mouton noir...

### Héraldique
|  | Velanne possède des armoiries dont l'origine et le blasonnement exact ne sont pas disponibles. |